# Herbert Müller
Herbert Müller (ur. 11 maja 1940 roku w Menziken, zm. 24 maja 1981 roku na Nürburgringu) – szwajcarski kierowca wyścigowy.

## Kariera
Müller rozpoczął karierę w międzynarodowych wyścigach samochodowych w 1963 roku od startu w Pau Grand Prix na torze Circuit Pau-Ville, w którym uplasował się na piątej pozycji. W późniejszych latach Szwajcar pojawiał się także w stawce 24-godzinnego wyścigu Le Mans, Canadian-American Challenge Cup, Targa Florio, German Racing Championship, Watkins Glen 6 Hours, Interserie, Europejskiej Formuły 2, World Challenge for Endurance Drivers oraz World Championship for Drivers and Makes.
W Europejskiej Formule 2 Szwajcar wystartował gościnnie w dwóch wyścigach sezonu 1975 z ekipą Gelo Racing. Raz stanął na podium.

## Śmierć
Müller zginął podczas wyścigu 1000 km Nürburgring na torze Nürburgring rozgrywanego 24 maja 1981 roku. Szwajcar jadący samochodem Porsche 908 Turbo wpadł w poślizg na rozlanym oleju i z ogromną prędkością uderzył w bariery. Kierowca wypadł z samochodów, a samochód odbity uderzył w samochód Bobby Rahala, co spowodowało zapalenie się zbiornika paliwa i wybuch. Ratownicy dotarli do bolidu dopiero po kilku minutach. Müller zginął na miejscu.